# Estola densepunctata
Estola densepunctata là một loài bọ cánh cứng trong họ Cerambycidae.